# Napier Peak
Napier Peak är en bergstopp i Antarktis. Den ligger i Sydshetlandsöarna. Argentina, Chile och Storbritannien gör anspråk på området. Toppen på Napier Peak är 340 meter över havet.
Terrängen runt Napier Peak är kuperad åt nordväst, men åt sydost är den bergig. Havet är nära Napier Peak västerut. Trakten är glest befolkad. Närmaste befolkade plats är St. Kliment Ohridski Base, 4,6 km norr om Napier Peak. 